# Skowyt 6: Odmieńcy
Skowyt 6: Odmieńcy (org. Howling VI: The Freaks) – brytyjski film z pogranicza horroru i czarnej komedii, należący do cyklu filmów o wilkołakach zainspirowanych powieściami Gary'ego Brandera.

## Fabuła
Samotny włóczęga, Ian podejmuje pracę w kościele w miasteczku Canton Bluff. Unika kontaktu z ludźmi i nikt nie wie, że Ian jest wilkołakiem, który w czasie pełni zamienia się w bestię. W międzyczasie do Canton Bluff przyjeżdża wesołe miasteczko niejakiego R.B. Harkera (Bruce Payne). Jego główną atrakcją jest galeria dziwolągów – ludzi o rozmaitych deformacjach fizycznych. R. B. Harker odkrywa, że Ian jest wilkołakiem. Porywa go i umieszcza jako eksponat w swoim cyrku wśród innych ludzkich dziwolągów. Okazuje się, że Harker też skrywa mroczną tajemnicę – jest wampirem.

## Główne role[1]
- Brendan Hughes – Ian
- Michele Matheson – Elizabeth
- Sean Gregory Sullivan – Winston
- Antonio Fargas – Bellamey
- Carol Lynley – Miss Anna Eddington
- Jered Barclay – Dewey
- Bruce Payne – R.B. Harker (Bruce Martyn Payne)
- Gary Cervantes – szeryf Fuller (as Carlos Cervantes)
- Christopher Morley – Carl/Carlotta
- Deep Roy – Toones
- Randy Pelish – Pruitt
- Ben Kronen – Hank
- John A. Neris – Earl Bartlett
- Al White – Carny Worker
- Jeremy West – Lester
- Christian Roerig – wilkołak